# Semau
Ne doit pas être confondu avec Caroline Puamau.

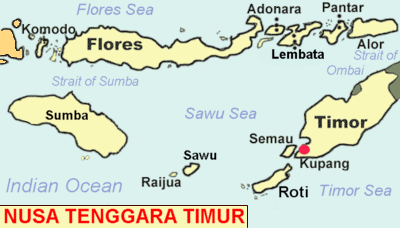
L'île de Sumau est située à l'ouest de l'île de Timor.

Semau, également connue sous le nom de Pusmau et Pasar Pusmau, est une île de l'archipel timorien en Indonésie. Elle est située à une trentaine de kilomètres au large du port de Kupang. Les habitants de Samau sont les Helongs, que certains croient être les premiers habitants de la région de Kupang.
L'île produit du bois de chauffage et du charbon de bois et cultive du maïs, des pastèques et des mangues. 
Semau est également un centre de vacances où l'on pratique la plongée en apnée, la natation et divers autres sports
nautiques.